# Derme réticulaire
Le derme réticulaire, difficile à différencier du derme profond, est plus dense (du fait de la présence de fibres de collagènes) et élastique. Il est plus pauvre en cellules.
Le derme réticulaire est anastomosé à la partie profonde du derme papillaire et contient également de la fibronectine, des fibres réticuliniques, des fibrocytes, des histiocytes et du liquide intercellulaire.
Le derme réticulaire contient:
- des fibres d'élaunine, intermédiaire entre les fibres oxytalanes et élastiques.
- des fines fibres de collagène. Le collagène se compose de 19 acides aminés présents en proportion variable (surtout glycine, arginine, hydroxyproline, etc.)
- des fibres élastiques minces et sinueuses, constituées d'élastine, protéine fibreuse composée de divers acides aminés (surtout proline et glycine mais aussi cystine, histidine, hydroxiproline, desmosine et isodesmosine) qui leur confère leur élasticité.

La synthèse de l'élastine est assurée par les fibroblastes. Il contient également des polymères de glycoprotéines de structures micro-fibrillaires. Au cours du vieillissement, l'élastine se fragmente, les fibres élastiques du derme superficiel se raréfient, et on voit apparaître une élastose mature (rides).
Les fibres élastiques et les fibres de collagènes forment la charpente protidique fibreuse du derme.